# 鶴卷和哉
鹤卷和哉（日语：／ Tsurumaki Kazuya，1966年2月2日—），日本動畫監督、動畫師。khara工作室董事、作画部长。新潟縣五泉市出生。

## 概要
高中畢業後，因為憧景摩砂雪的畫風而進入Studio Giants。以高橋直人為師，之後離開公司，進入GAINAX。
《海底兩萬哩》是他首部參與的GAINAX作品。《新世紀福音戰士》的監督庵野秀明看中他的才能，讓他與摩砂雪一起擔任福音戰士的副監督，並同時負責數個職位。2000年的《FLCL》為他的首部監督作品，也是2004年《飛越巔峰2》作品的監督。
2006年受庵野秀明和贞本义行之邀，加入khara工作室，现担任董事职务。
《FLCL》中登場的Vespa是他的愛車。已知喜歡偶像跟眼鏡娘。愛稱是マッキー。
曾公開說過他是細田守迷。也曾公开声称自己是EVA角色中明日香一派的。

## 導演作品
- FLCL （2000年OVA）原案、監督、1・6話分鏡、4・6話原畫
- 飛越巔峰2 （2004年OVA）原案、監督、6話分鏡、演出、1・2・6話原畫
- 福音戰士新劇場版系列 （2007年-2021年動畫電影）監督、分镜、原画、Design works
- 日本动画人展览会 （2014年-2015年ONA短片）
  - 龍的牙醫 (ONA) （2014年）動畫導演
  - I Can Friday by Day! （2015年）分镜、监督
- 龍的牙醫 （2017年電視動畫）導演
- 機動戰士Gundam GQuuuuuuX （2025年電視動畫）導演

## 参與作品

### 電視動畫
- 鬼太郎 （1985年）原畫
- 城市獵人 （1987年）原畫
- 相聚一刻 （1988年）3・9話動画、88・92話原画
- F-エフ（日语：F (漫画)） （1988年）13・18・21・24・話原画
- 名門!第三野球部（日语：名門!第三野球部） （1988年）4話原画
- 鉄拳チンミ（日语：鉄拳チンミ）（1988年）17話原画
- 天空戰記 （1989年）原畫
- 海底兩萬哩 （1990年）31・39話作画監督、1・3・8・10・12・16・20・21・22・30・35・38話原画
- 如風如雲 （1990年）原畫
- 美少女戰士 （1992年）28・34・39・46話原画
- 機動戰士V鋼彈 （1993年）32・35・39・51話原画
- 新世紀福音戰士 （1995年）副監督、3・16・20・22・23・25・26話分镜、1・2・8・16・25・26話演出、20話作画監督、3・16・22・23話設定補、8・14・16・20・23・26話原画
- 中華一番! （1997年）27話原画
- 少女革命 （1997年）37話原画
- 烙印勇士 （1997年）1話演出
- 秋葉原電腦組 （1998年）25話分鏡
- 男女蹺蹺板 （1998年）4・6・12話分镜、12話演出・作画監督、2・6・12・18・25話原画
- 魔力女管家 （2001年）2・11話分镜、OP・11話原画
- NOIR （2001年）26話原画
- 阿倍野桥魔法商店街 （2002年）7話原画
- PaRappa the Rapper（日语：パラッパラッパー） （2002年）OP分鏡・演出
- 返乡战士（2002年）26話原画
- 小公主优希（2002年）6話分镜、23・26話原画
- 魔力女管家～更美丽的事物～ （2002年）OP・10・13話原画
- 月面兎兵器米娜 （2007年）系列原案、系列監修
- 天元突破 紅蓮螺巖 （2007年）8・24話原画、27話第2原画、17話分鏡
- 尸姬 （2008年） OP分镜
- 吊带袜天使 （2010年） 17話分镜
- STAR DRIVER 闪亮的塔科特 （2011年） OP2分镜
- 偶像大师 （2011年） 4話分镜
- 襲来！美少女邪神W （2013年） ED4演出、分鏡

### OVA
- バビ・ストック （1985年）動画
- 機動警察 （1988年）原畫
- レイナ剣狼伝説III（日语：レイナ剣狼伝説） （1989年）原画
- THE八犬传 （1990年-1991年）5話原画
- 帝都物语 （1991年）1・3・4話原画
- 御宅族的錄影帶  （1991年）原画
- OZ（日语：OZ (樹なつみの漫画)） （1992年）2話原画
- 我是大哥大!! （1993年）原画
- 幸運女神 （1993年-1994年）2・5話原画
- 妖世紀水滸伝 -魔星降臨-（日语：妖世紀水滸伝） （1993年）原畫、作畫協力
- 幽幻怪社（1994年）2話原画
- Macross Plus（1994年）作畫監督補佐
- 机械女神R（1995年）2話分镜・演出・原画
- でたとこプリンセス（日语：でたとこプリンセス） （1997年）2話原画
- 青之6号 （1998年）3話分镜、1・3話原画

### 劇場作品
- 橙路 もぎたてスペシャル （OVA第2期 4部短篇作品的剧场版）（1989年）原画
- 老人Z （1991年）Layout、原畫
- 月光のピアス ユメミと銀のバラ騎士団（日语：ユメミと銀のバラ騎士団） （1991年）原画
- 餓狼伝説 -THE MOTION PICTURE-（日语：餓狼伝説 -THE MOTION PICTURE-） （1994年）原畫
- 新世紀福音戰士劇場版：Air/真心為你 （1997年）監督、分鏡、演出、設定設計
- 狂戀高校生 （1998年）特報撮影・小道具協力
- 劇場版神奇寶貝 雪拉比 穿梭時空的相遇 （1999年）原畫
- ミニモニ。THE（じゃ）ムービー お菓子な大冒険！（日语：ミニモニ。） （2002年）分鏡 ※以的名義
- 乱暴と待機（日语：乱暴と待機） （2010年）海报绘制
- 真・哥斯拉（2016）與庵野秀明、樋口真嗣、摩砂雪、鹤卷和哉、前田真宏、轟木一騎 一起參與分鏡。

### 遊戲
- ワイルドアームズ アドヴァンスドサード （2002年）OP分鏡、演出

### 小説
- ニール・スティーヴンスン『スノウ・クラッシュ』上、下 （2001年ハヤカワ文庫版）封面插畫

## 關連項目
- GAINAX
- khara
- 摩砂雪
- 高橋直人
- 鈴木俊二
- 庵野秀明
- 日本动画师列表